# Agnieszka Bojanowska

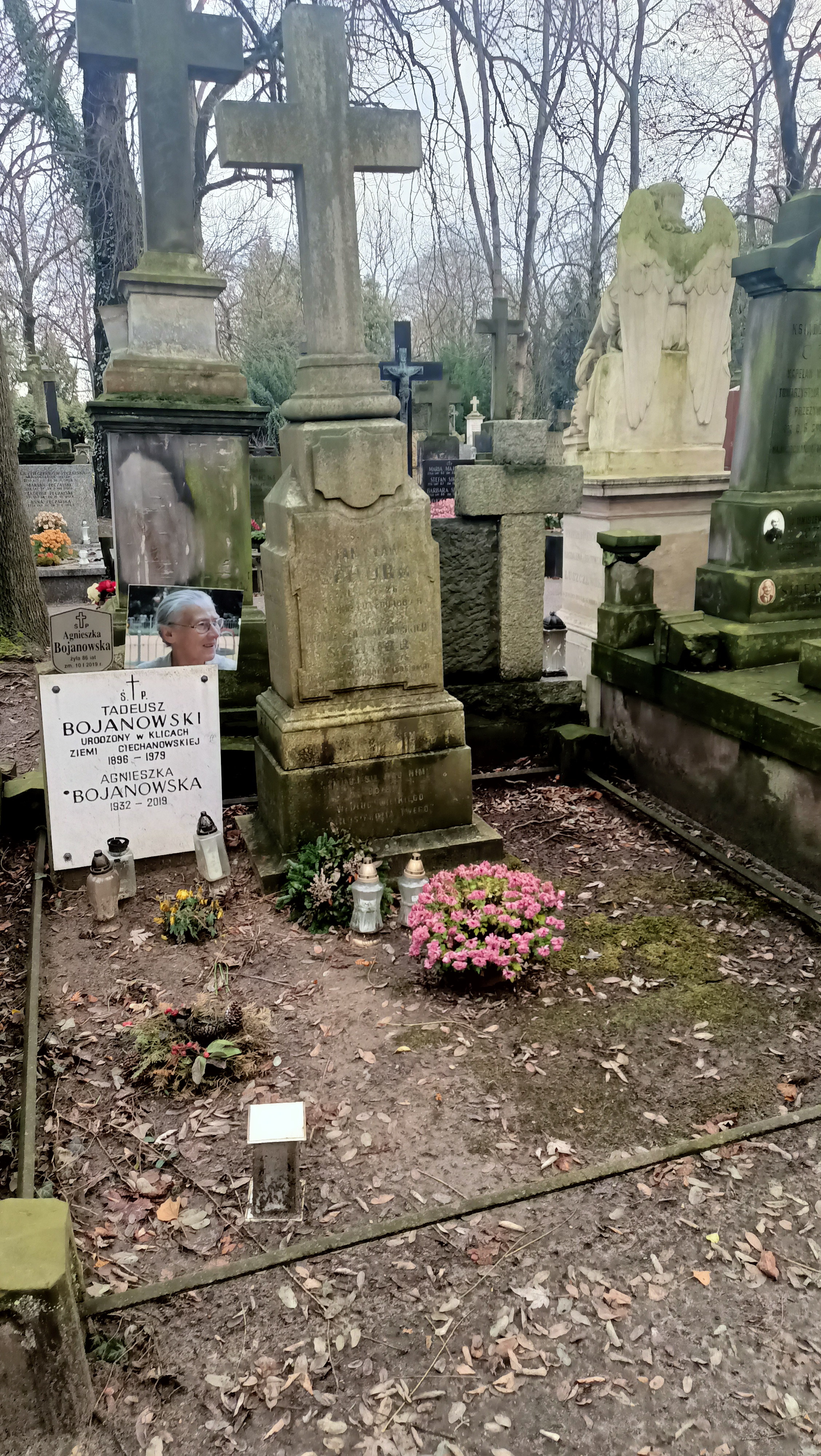
Grób Agnieszki Bojanowskiej na cmentarzu Powązkowskim w Warszawie

Agnieszka Bojanowska (ur. 7 grudnia 1932 w Wiśniewie, zm. 10 stycznia 2019 w Warszawie) – polska montażystka filmowa. 
Członkini Polskiego Stowarzyszenia Montażystów PSM, Polskiej Akademii Filmowej i wieloletnia członkini Stowarzyszenia Filmowców Polskich. W 2007 roku otrzymała Nagrodę Stowarzyszenia Filmowców Polskich za wybitne osiągnięcia artystyczne. Od 2014 roku była ekspertem Polskiego Instytutu Sztuki Filmowej.

## Wykształcenie
Studiowała w Państwowej Wyższej Szkole Filmowej Telewizyjnej i Teatralnej im. Leona Schillera w Łodzi.

## Praca zawodowa
Od 1953 roku zaczęła pracę w Wytwórni Filmów Dokumentalnych (obecnie Wytwórnia Filmów Dokumentalnych i Fabularnych) w Warszawie, z którą była związana przez wiele lat. Zmontowała ponad 350 filmów dokumentalnych, fabularnych, animowanych i eksperymentalnych. Wśród nich znajdują się m.in. filmy Bogdana Dziworskiego, Lidii Dudy, Jerzego Śladkowskiego, Ludwika Perskiego czy Ewy Borzęckiej.
Bojanowska miała duży wpływ na twórczość Bogdana Dziworskiego, który konsekwentnie realizował swój program artystyczny. Współpracowała z nim m.in. w zakresie kompozycji obrazu.

## Nagrody
Agnieszka Bojanowska została uhonorowana m.in. nagrodą za montaż w Konkursie Polskim Krakowskiego Festiwalu Filmowego (1987 r.) za film „Sen” Bogdana Dziworskiego oraz trzy razy otrzymała wyróżnienie za montaż na Festiwalu Filmów Sportowych w Tarnowie – za filmy „Sceny narciarskie z Franzem Klammerem” w reżyserii Bogdana Dziworskiego, Geralda Kargla i Zbigniewa Rybczyńskiego, „Fechmistrz” w reżyserii Bogdana Dziworskiego oraz „Kilka opowieści o człowieku” Bogdana Dziworskiego, którego była współautorką. Montowała także dokument „Uwikłani” Lidii Dudy, który zdobył Grand Prix „Złoty Lajkonik” w Konkursie Polskim Krakowskiego Festiwalu Filmowego. Odznaczona  w 2016 Brązowym Medalem „Zasłużony Kulturze Gloria Artis”, a w 2019 Krzyżem Kawalerskim Orderu Odrodzenia Polski.

## Wybrana filmografia
| Filmy dokumentalne - 2013: Wszystko jest możliwe - 2012: Uwikłani - 2011: Prawdziwy koniec zimnej wojny - 2010: Vodka Factory - 2009: Dwa Rembrandty w ogrodzie - 2009: Kruzenshtern - 2005: Herkules wyrusza w świat - 2005: Pani Nikifor - 2002: Dziewice - 1999: Oni - 1999: Szwedzkie tango - 1997: Arizona - 1987: Sen - 1983: Kilka opowieści o człowieku - 1980: Fechmistrz - 1980: Sceny narciarskie z Franzem Klammerem - 1978: Kobiety pracujące - 1969: Testament - 1968: Nazywa się Błażej Rejdak - 1965: Homo Varsoviensis - 1963: Araby - 1963: Requiem dla 500 tysięcy |  | - 1989: Stan strachu - 1983: Lata dwudzieste... lata trzydzieste... - 1980: Grzeszny żywot Franciszka Buły - 1976: Oczy uroczne |  |  |